# Shigella
Bei den Bakterien der Gattung Shigella (auch bekannt als Shigellen) handelt es sich um eine Gruppe gramnegativer Stäbchenbakterien der Familie der Enterobakterien (Enterobacteriaceae). Sie rufen die teilweise sehr schwere Bakterienruhr (Shigellose) mit Durchfällen hervor. Benannt wurde die Erkrankung von Aldo Castellani und A. J. Chalmers nach dem japanischen Bakteriologen Kiyoshi Shiga, dem Entdecker des Erregers der Bakterienruhr (Nachweispublikation 1898). Die Bakterien sind unbeweglich und können auch ohne Anwesenheit von Sauerstoff leben (fakultativ anaerob). Sie werden meist über die Nahrung verbreitet. Shigellen sind nach deutschem und Schweizer Recht meldepflichtig.

## Epidemiologie und Infektionsquellen
Die vier bekannten Shigella-Artengruppen sind S. dysenteriae (15 Serotypen), S. flexneri (14 Serotypen), S. boydii (20 Serotypen) und S. sonnei (1 Serotyp), sie werden auch als Gruppe A, B, C oder D bezeichnet. Alle Serotypen sind als Erreger der Shigellose medizinisch relevant. Sie wurden bislang nur beim Menschen nachgewiesen.
Die Erkrankung ist eine der sogenannten „Low- and middle-income countries“ (LMICs), sie befällt zu 99 % Menschen aus den weniger privilegierten Ländern. Am 4. Februar 2022 wurde der Weltgesundheitsorganisation (WHO) jedoch eine ungewöhnlich hohe Zahl von Fällen extensiver arzneimittelresistenter Erkrankungen (XDR) mit Shigella sonnei aus europäischen Ländern gemeldet.
Weltweit erleiden jährlich mindestens 80 Mio. Menschen eine blutige Bakterienruhr, dabei handelt es sich meist um Kinder unter fünf Jahren (etwa 70 %). Schätzungsweise 700.000 Menschen sterben jährlich weltweit an Shigellose, meist Kinder unter fünf Jahren (etwa 60 %) sowie ältere und immungeschwächte Patienten. Etwa 20–119 Millionen Shigellose-Fälle und 6.900–30.000 Shigellose-Todesfälle werden auf kontaminierte Nahrung zurückgeführt.
Verbreitet werden sie durch verschmutztes Wasser oder Nahrungsmittel, teilweise auch durch Fliegen. Die Krankheitssymptome (hauptsächlich Fieber und starker Durchfall, aber auch Arthritis) stellen eine Reaktion auf die Einwanderung der Bakterien in das Darmgewebe und deren Sekretion von Shigella-Enterotoxinen dar. Die Shigellen-Infektion wird bei der primären Immunantwort von Makrophagen und neutrophilen Granulozyten abgemildert, wozu letztere das Enzym Elastase-2 (gen.: ELANE) produzieren.

## Pathogenitätsfaktoren
Nur etwa 10–100 Shigellen können eine lebensbedrohliche Shigellose auslösen. Shigella dysenteriae produzieren als Pathogenitätsfaktor das sogenannte Shiga-Toxin, welches zu einer schwerer wiegenden Vergiftung führt als bei Infektionen mit anderen Shigella-Gruppen (hämolytischer Verlauf).
Weiterhin produzieren Shigellen ein Protein verdauendes Enzym mit der Bezeichnung VirA, welches auf die Bausteine der Mikrotubuli (Tubulin) der befallenden Zellen einwirkt.

VirA schlitzt die Mikrotubuli gleichsam auf, so dass die Shigellen in diese eindringen können. Shigellen bewegen sich ungerichtet im Zytosol der Wirtszelle durch polare Aktinpolymerisation.

## Shigella-Artengruppen
- Gruppe A, Shigella dysenteriae: Die Bakterien der Gruppe A sind hauptsächlich in den Tropen und Subtropen verbreitet. Besonders schwer sind Infektionen mit dem Serotyp A (auch Shiga-Kruse-Bakterium oder Shiga-Kruse-Bazillus), da diese Bakterien neben den normalen Giften auch ein Nervengift bilden.
- Gruppe B, Shigella flexneri: Infektionen dieser Gruppe verlaufen in der Regel weniger schwer als die der Gruppe A, die Bakterien sind weltweit verbreitet. Zur Diskussion steht im Moment, ob Infektionen mit diesen Bakterien im Zusammenhang mit einigen Fällen von plötzlichem Kindstod stehen. Shigella flexneri wurde 2002 sequenziert, das Genom ist also vollständig bekannt.
- Gruppe C, Shigella boydii: Boyd-Bakterien finden sich vor allem in Vorderindien und Nordafrika, Infektionen mit ihnen sind selten und meist harmlos.
- Gruppe D, Shigella sonnei: Diese auch als Kruse-Sonne-Bakterien bekannten Arten stellen vor allem in Mitteleuropa die häufigsten Shigellen dar und verursachen besonders bei Kindern den harmlosen Sommerdurchfall.

## Diagnostik

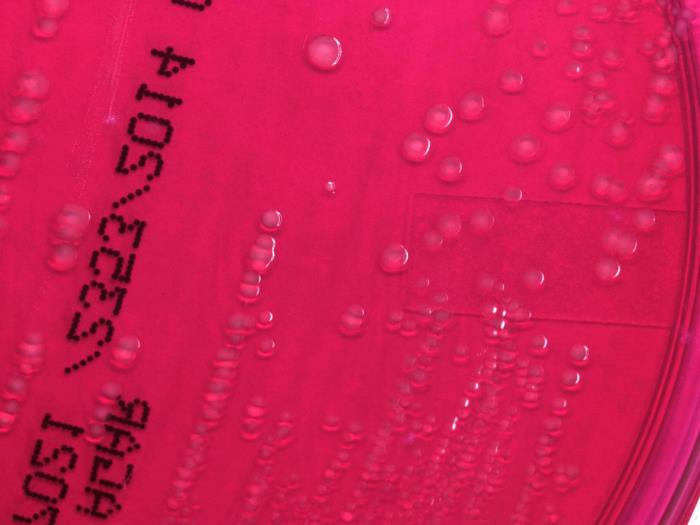
Shigella sonnei auf XLD-Agar

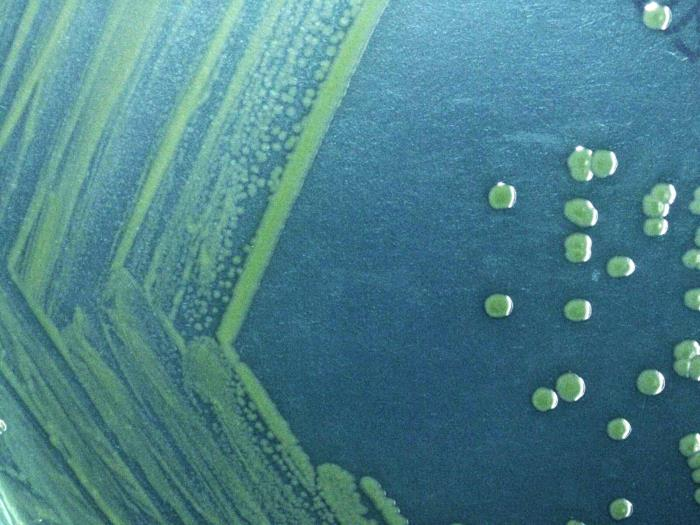
Shigella sonnei auf Hektoen-Agar

Shigellen werden kulturell aus Stuhlproben nachgewiesen. Häufig wird als Nährmedium XLD-Agar verwendet, teilweise nach kurzer Vorbebrütung der Probe (ca. 6 Stunden) in Selenitbouillon. Verdächtige Kolonien weisen auf XLD-Agar folgende Eigenschaften auf: keine Verfärbung des ursprünglich roten Agars in Richtung gelb, keine Schwarzverfärbung der Kolonien (H2S negativ), Oxidase negativ (Abgrenzung von Pseudomonas aeruginosa), in der weiteren Differenzierung (Harnstoff-Bouillon) Urease negativ (Abgrenzung von Proteus, Morganella und Providencia spp.). Bei entsprechendem Verdacht muss dieser mit biochemischen und serologischen Methoden bestätigt werden. Dabei kann insbesondere die Abgrenzung von enteroinvasiven Stämmen von Escherichia coli mitunter schwierig sein, da Shigellen entwicklungsgeschichtlich und teilweise auch biochemisch sehr eng verwandt mit E. coli sind. Nach der heute gültigen Taxonomie der Bakterien müssten Shigellen eigentlich zur Art E. coli gerechnet und als Pathovar von anderen Stämmen dieser Art abgegrenzt werden. Darauf wird aber aus historischen und klinischen Gründen bisher verzichtet. In der Lebensmittelanalytik wird zusätzlich MacConkey-Agar und HE-Agar eingesetzt.

## Behandlung
Infektionen durch Bakterien der Gattung Shigella sollten im Regelfall mit Antibiotika behandelt werden. Standardmäßig werden bei Erwachsenen häufig Fluorchinolone wie Ciprofloxacin oder Levofloxacin verwendet, daneben kommen Azithromycin, Cotrimoxazol, Doxycyclin und Ampicillin in Betracht. Bei Kindern wird auch die Behandlung mit einem Cephalosporin der dritten Generation (z. B. Ceftriaxon oder Cefixim) empfohlen. Die Anpassung der Antibiotikatherapie an das Antibiogramm des nachgewiesenen Erregers ist erforderlich. Durch die Behandlung von Epidemien in den Entwicklungsländern verbreiten sich resistente Stämme, was es zunehmend schwierig macht, Epidemien unter Kontrolle zu bringen.

## Vorbeugung
Der Schlüssel zur Vermeidung von Shigelleninfektionen liegt vor allem in einer guten Trinkwasser-, Lebensmittel- und Händehygiene, da die Bakterien mit dem Stuhl ausgeschieden werden und auf diese Weise direkt („fäkal-oral“) oder indirekt (über Trinkwasser oder Lebensmittel) übertragen werden. Eine Besonderheit von Shigellen im Vergleich zu vielen anderen Durchfallerregern (z. B. Salmonellen) ist die niedrige Infektionsdosis von ca. 100 Bakterien, die bereits zu einer Übertragung der Erkrankung führen kann. Daher sind zur Eindämmung von Shigellenausbrüchen besonders strikte Hygienemaßnahmen erforderlich. Außerdem ist dies auch der Grund, dass es zu Shigellenausbrüchen durch besondere Sexualpraktiken kommen kann.

## Meldepflicht
In Deutschland ist der direkte oder indirekte Nachweis von Shigella sp. namentlich meldepflichtig nach § 7 des Infektionsschutzgesetzes (IfSG), soweit der Nachweis auf eine akute Infektion hinweist. Die Meldepflicht betrifft in erster Linie die Leitungen von Laboren (§ 8 IfSG).
In der Schweiz ist der positive und negative laboranalytische Befund zu Shigella spp. für Laboratorien meldepflichtig und zwar nach dem Epidemiengesetz (EpG) in Verbindung mit der Epidemienverordnung und Anhang 3 der Verordnung des EDI über die Meldung von Beobachtungen übertragbarer Krankheiten des Menschen.